# Vioria
vioria (ヴィオリア、2004年5月27日 - ）は、ウクライナの音楽家である。本名はヴィオレータ・シューマル（ウクライナ語: Віолета Шумар）。
ウクライナのキーウ州にあるホストメリ市出身。Vioriaはポップ・ロックで歌っており、日本のハローキティのキャラクターが好き、日本語でシングルがリリースした。

## 来歴

### 2022年:はじめての音楽、「Siohodni Viina」と「6 prychyn zakokhatysia」
Vioriaはウクレレのカバーで音楽キャリアを始めた。最も人気のあるカバーは、ロシアの歌「Ty pokhozh na kota」（露: Ты похож на кота、直訳「君は猫に似てる」）のウクライナ語訳で、2022年2月に自分のテレグラムチャンネルにリリースした。

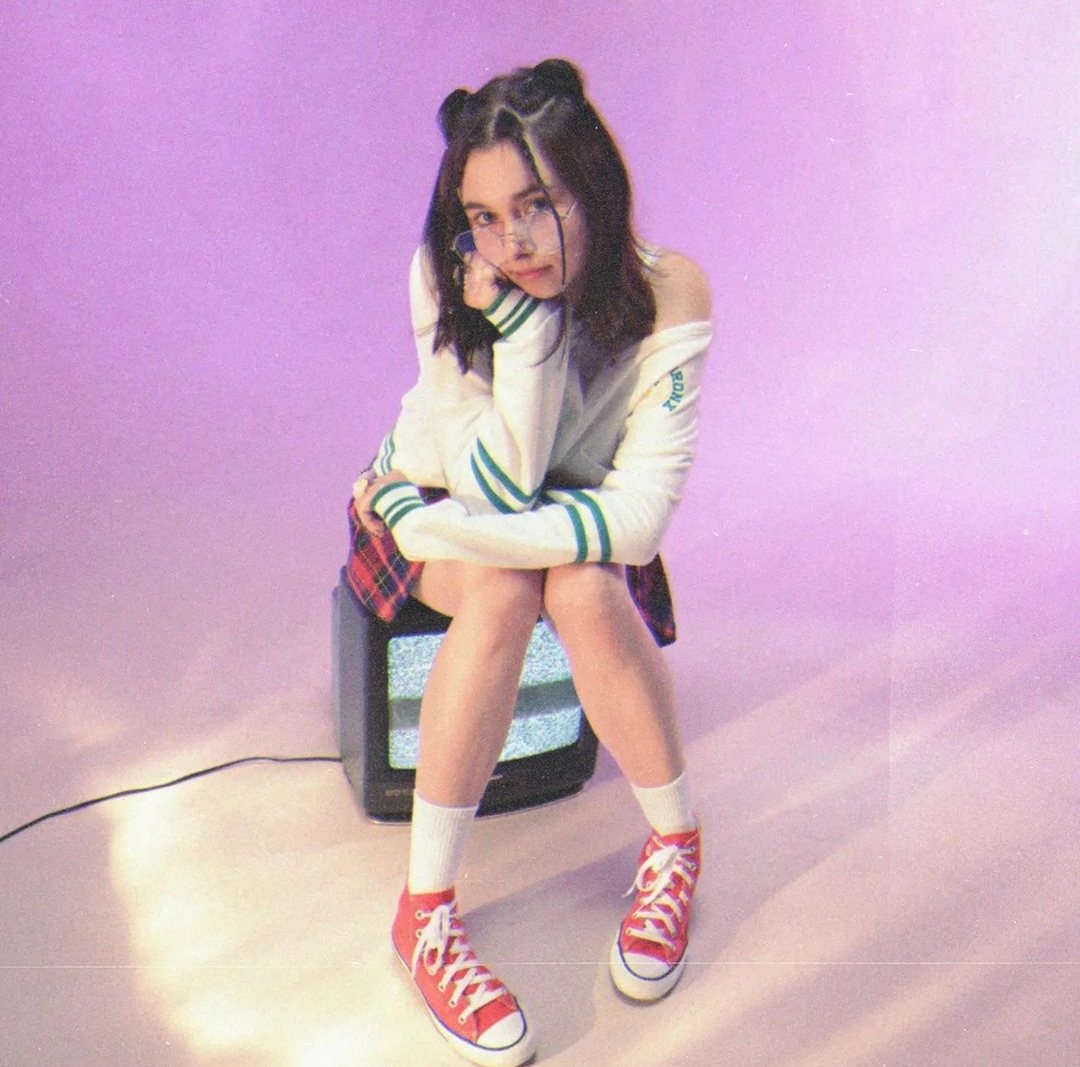
「posered nochi」シングルのジャケット

キーウ州の占領解除後、vioriaは自身の音楽を作り始め、自身の曲「Siohodni Viina」（宇: Сьогодні війна、「今日は戦争」）を収録してTikTokに動画を投稿し、vioriaの個性に注目が集まった。その後、Black Beatsレーベルに所属し、2022年5月27日の18歳の誕生日に「Ya prosto hochu dodomy」（宇: Я просто хочу додому、「ただ家に帰りたい」）曲をリリースした。この曲では「みんなの避難民ウクライナ人にとって馴染み深い」テーマであるホームシックについて歌っていた。
その後2022年の8月に「khvora na liubov」がリリースした。同年11月4日に「hello kitti」がリリースした。vioriaのスタイルと日本のキャラクター「ハローキティ」への憧れについての曲である。12月10日はリヴィウではじめてのソロコンサートを開催し、新EPを発表した。

### 2023年-:「キティロック」と『KISTKY』

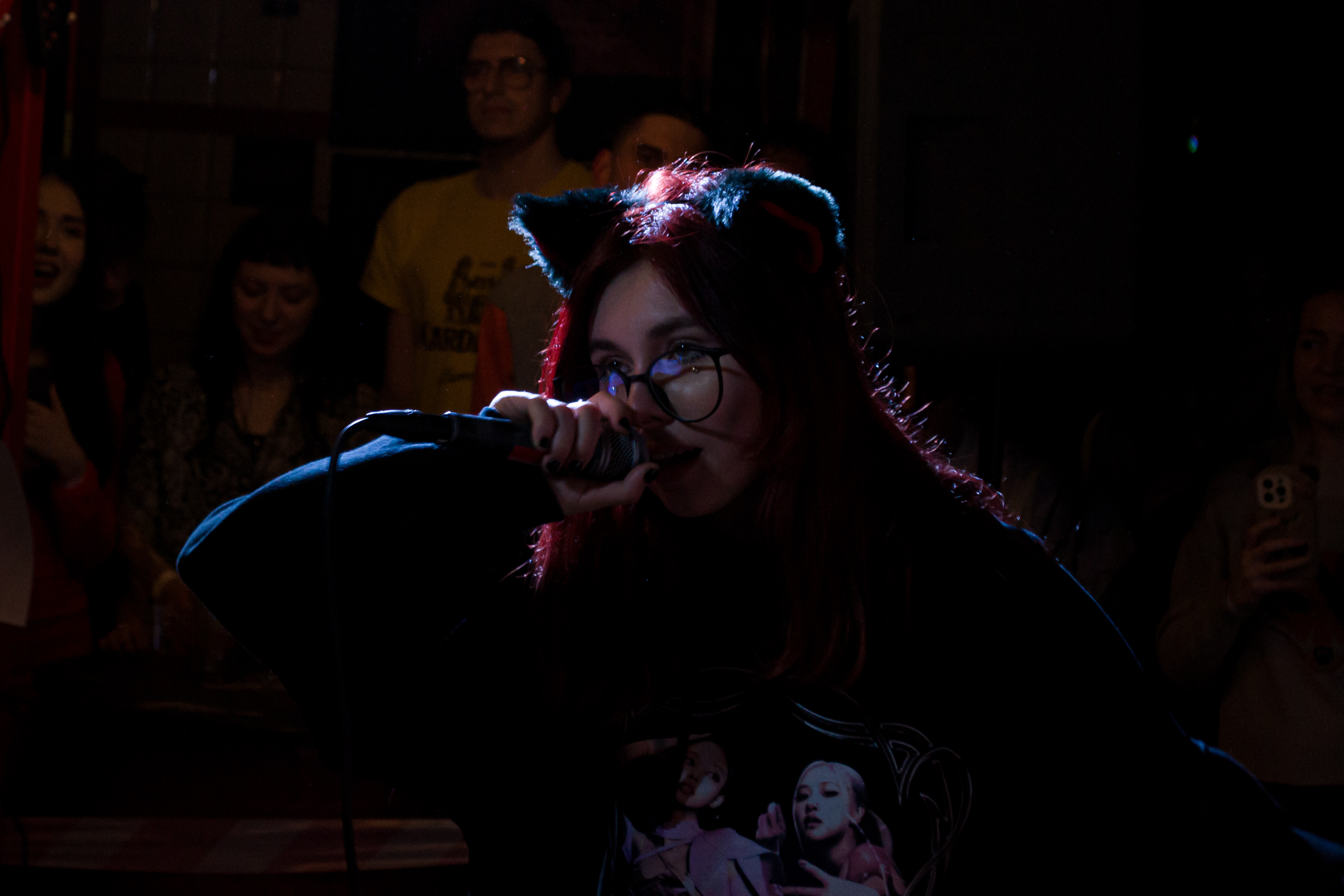
リヴィウでのコンサートで猫耳をつけたvioria、2024年2月

2023年の7月末にvioriaは「サマーアニメ＆Kポップフェスティバル」に合わせてウクライナ22都市をツアーし、リヴィウでのフェスティバルの一環として1,500人を超える観客の前でパフォーマンスした。
2024年8月23日にはじめてのアルバム『KISTKY』（宇: КІСТКИ、骨）をリリースした。

## 音楽性
Vioriaは主にポップロックのジャンルで歌っている。「キティロック」と呼ばれる新しいジャンルの音楽を歌っていると主張している。Vioriaによるそれは「初恋、最初の執着、友人との関係、そして一般的な10代の感情など、10代の物事についての柔らかいロックサウンド」を意味する。「キティ」という名前は、日本のハローキティキャラクターに由来している。

## ディスコグラフィ

### アルバム
- 2024年 - KISTKY[8]

### EP
- 2022年 - 6 prychyn zakokhatysia
- 2023年 - Uroky Flirtu[9]

### シングル
| 年   | タイトル                                                                                   |
| ---- | ------------------------------------------------------------------------------------------ |
| 2022 | - Siohodni viina - ya prosto hochu dodomu - posered nochi - khvora na liubov - hello kitti |
| 2023 | - tatu - tianochka - shkola Liubovi - na tsiomu vse - metelyky - kryvava vechirka          |
| 2024 | - den' zakokhanykh - DAKIMAKURA - barabanshchyk! - ty ii liubysh                           |